# Galeodes caspius subfuscus
Galeodes caspius subfuscus es una subespecie de arácnido  del orden Solifugae de la familia Galeodidae.

## Distribución geográfica
Se encuentra en Kazajistán.